# Republika Cremy
Republika Cremy – państwo zależne od Francji, istniejące w latach 1796–1797. Została utworzona przez Napoleona, następnie włączona do Republiki Cisalpińskiej. Nazwa utworzona od miasta Crema. Republika obejmowała swymi granicami część Lombardii.